# Банио
Банио (фр. Banios) насеље је и општина у јужној Француској у региону Миди Пирене, у департману Горњи Пиринеји која припада префектури Бањер де Бигор.
По подацима из 2011. године у општини је живело 54 становника, а густина насељености је износила 10,27 становника/km². Општина се простире на површини од 5,26 km². Налази се на средњој надморској висини од 550 метара (максималној 1.145 m, а минималној 468 m).

## Демографија
| 1962. | 1968. | 1975. | 1982. | 1990. | 1999. | 2011. |
| ----- | ----- | ----- | ----- | ----- | ----- | ----- |
| 66    | 72    | 81    | 75    | 50    | 43    | 54    |

График промене броја становника у току последњих година